# 괴산 점씨
괴산 점씨(槐山占氏)는 충청북도 괴산군을 본관으로 하는 한국의 성씨이다.